# أيربيتشيني
أيربيتشيني هي قرية تقع في إقليم ياش في رومانيا وبلغ عدد سكانها 5,611 في عام 2002م.

## أعلام
- ميهاي نيستور